# 沈阳地铁3号线
沈阳地铁3号线是沈阳市的地铁系统中的一条线路，为沈阳地铁开通的第6条线路，也是沈阳地铁第一条地上线路，被称为“空中地铁”。西段（李达——南李官）于2024年12月30日开通运营。

## 概况

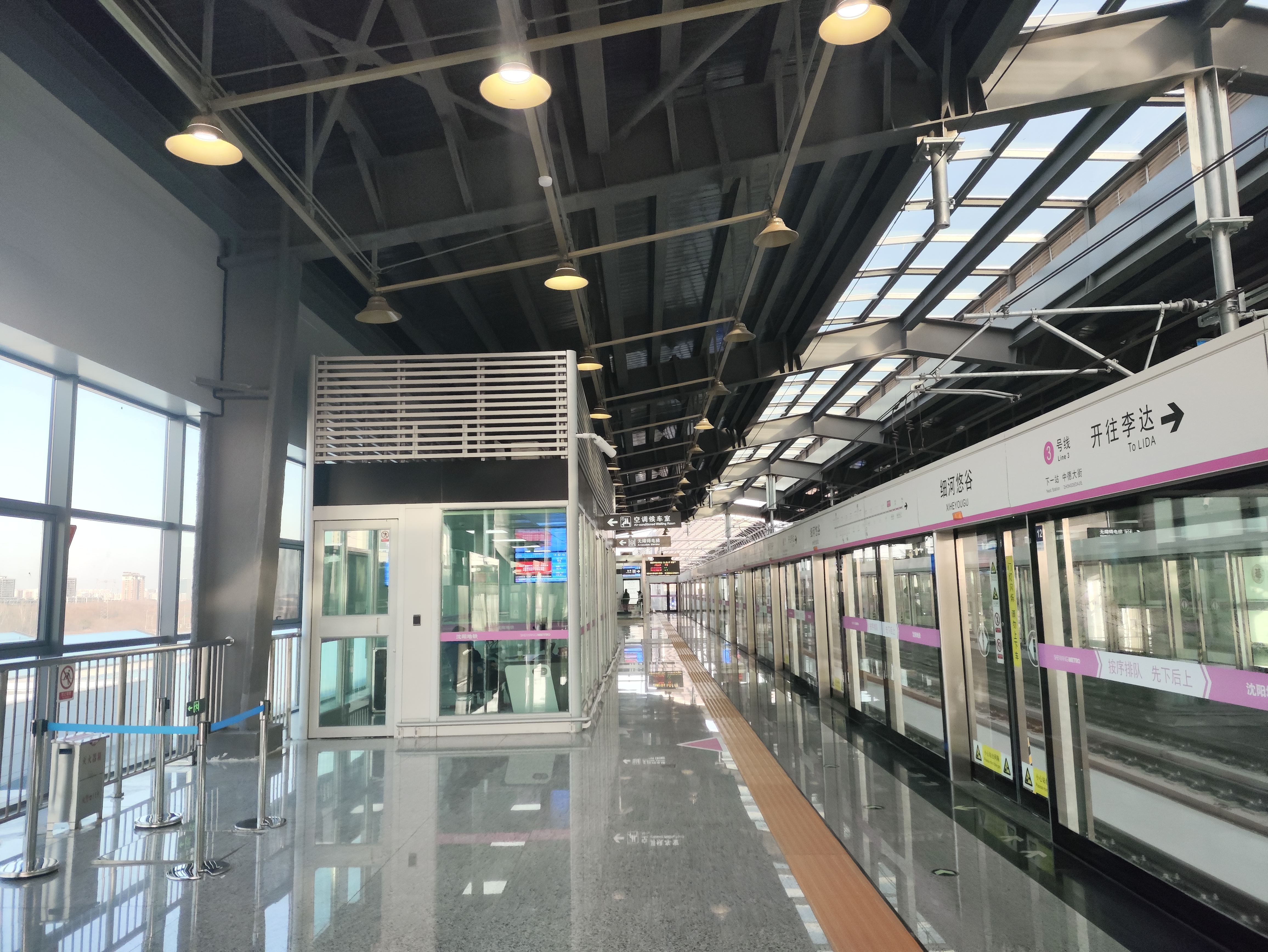
高架车站均设置空调候车室，供乘客夏季避暑或冬季御寒使用（图片拍摄于细河悠谷站）

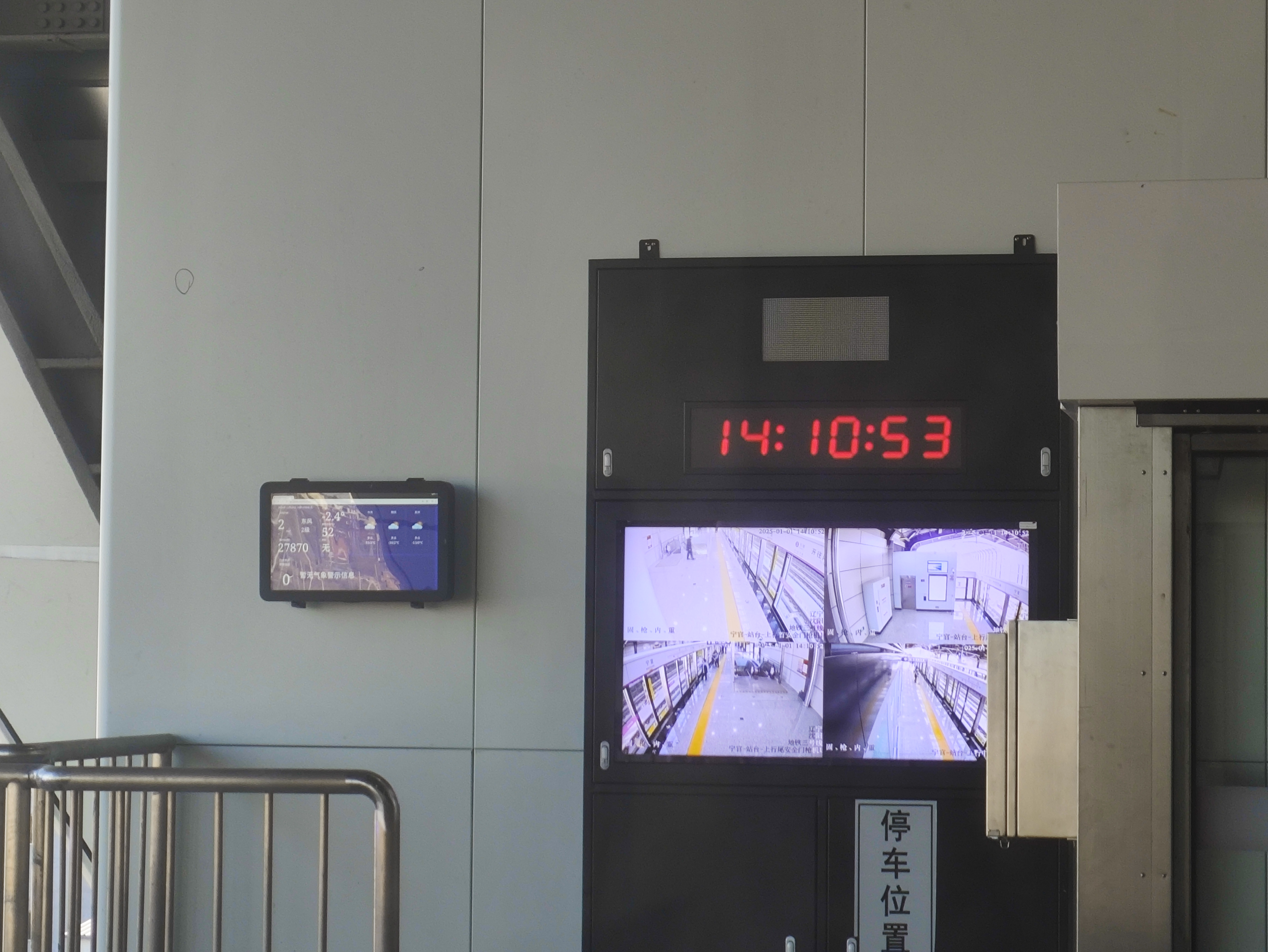
本线路引入天气预警监测系统，能够根据实时天气状况或恶劣天气预警对运营方案进行调整

3号线全线西起李达站，沿开发二十二号路中敷设，之后在绕城高速处向北转向细河路向东，后经规划道路向南转入汪河路向东，沿凌空二街、滑翔路、砂阳路、和平大街路中敷设，后线路转向文化路、文化东路向东至长青街敷设，后转向方兴路敷设，跨新开河后沿河北侧规划道路敷设，在新泰街设一期工程终点站。
线路全长41.27公里（其中地下段24.8公里），李达站-余良站区间采用高架高架敷设方式，甘官站以东则采用地下线形式敷设，全线共设置车站30座，同时设置宝马车辆段及甘官停车场，控制中心则与4号线及10号线共用滂江街控制中心，项目计划总投资231.3亿元，2020年计划累计完成投资7.84亿元，于2019年12月28日开工建设。。
整条线路途经铁西区、于洪区、和平区、沈河区等4个行政区，沿线贯穿了沈阳经济技术开发区、于洪新城、三好街、青年大街“金廊”及南塔商业区等多个重要功能区以及华晨宝马、沈阳工业大学等多个重要单位及高校。

### 线路数据
- 路线总长度：41.27公里（其中西段23公里）
- 轨距：1435mm
- 站数：30站（西段14站）
- 列车编组：共48列6节编组（4动2拖B型列车）
- 最高速度：80km/h
- 高架区间：李达站-甘官站以西过渡段
- 地面区间：甘官站以西入地过渡段
- 地下区间：甘官站-方家栏站全线

## 车站
三号线共设30个车站，其中9座高架车站，21座地下车站，在铁西汽车工厂站附近设置有宝马车辆段，在甘官站附近设置有甘官停车场。
| 站名 | 里程 （米）                | 站间距 （米）              | 换乘路线                   | 车站形式                   | 开门方向[1]                | 所在地                     | 启用时间                   |
| 沈阳地铁3号线 | 沈阳地铁3号线              | 沈阳地铁3号线              | 沈阳地铁3号线              | 沈阳地铁3号线              | 沈阳地铁3号线              | 沈阳地铁3号线              | 沈阳地铁3号线              |
| 3号线（西段）：李达-南李官 | 3号线（西段）：李达-南李官 | 3号线（西段）：李达-南李官 | 3号线（西段）：李达-南李官 | 3号线（西段）：李达-南李官 | 3号线（西段）：李达-南李官 | 3号线（西段）：李达-南李官 | 3号线（西段）：李达-南李官 |
| --- | -------------------------- | -------------------------- | -------------------------- | -------------------------- | -------------------------- | -------------------------- | -------------------------- |
| 李达 | 0                          | 0                          | 不适用                     | 高架侧式站台               | 右侧                       | 铁西区                     | 2024年12月30日             |
| 铁西汽车工厂 | 2177                       | 2177                       | 不适用                     | 高架侧式站台               | 右侧                       | 铁西区                     | 2024年12月30日             |
| 马贝 | 4548                       | 2371                       | 不适用                     | 高架侧式站台               | 右侧                       | 铁西区                     | 2024年12月30日             |
| 中德大街 | 6131                       | 1583                       | 不适用                     | 高架侧式站台               | 右侧                       | 铁西区                     | 2024年12月30日             |
| 细河悠谷 | 8799                       | 2668                       | 不适用                     | 高架侧式站台               | 右侧                       | 铁西区                     | 2024年12月30日             |
| 翟家 | 10730                      | 1931                       | 不适用                     | 高架侧式站台               | 右侧                       | 铁西区                     | 2024年12月30日             |
| 工业大学 | 13168                      | 2438                       | 不适用                     | 高架侧式站台               | 右侧                       | 铁西区                     | 2024年12月30日             |
| 宁官 | 14698                      | 1530                       | 不适用                     | 高架侧式站台               | 右侧                       | 铁西区                     | 2024年12月30日             |
| 余良 | 15483                      | 785                        | 不适用                     | 高架侧式站台               | 右侧                       | 铁西区                     | 2024年12月30日             |
| 甘官 | 17617                      | 2134                       | 不适用                     | 地下岛式站台               | 左侧                       | 于洪区                     | 2024年12月30日             |
| 千岛湖街 | 19289                      | 1672                       | 不适用                     | 地下岛式站台               | 左侧                       | 于洪区                     | 2024年12月30日             |
| 南阳湖街 | 20340                      | 1051                       | 不适用                     | 地下岛式站台               | 左侧                       | 于洪区                     | 2024年12月30日             |
| 大通湖街 | 21580                      | 1240                       | █ 9号线                    | 地下岛式站台               | 左侧                       | 于洪区                     | 2024年12月30日             |
| 南李官 | 22922                      | 1342                       | 不适用                     | 地下岛式站台               | 右侧[2]                    | 于洪区                     | 2024年12月30日             |
| 3号线（东段）：南李官-方家栏（建设中） |                            |                            |                            |                            |                            |                            |                            |
| 凌空 | 24859                      | 1937                       | 不适用                     | 地下岛式站台               | 左侧                       | 铁西区                     | 预计2026年                 |
| 砂阳 | 26216                      | 1357                       | █ 4号线                    | 地下岛式站台               | 左侧                       | 和平区                     | 预计2026年                 |
| 南八马路 | 27276                      | 1060                       | 不适用                     | 地下岛式站台               | 左侧                       | 和平区                     | 预计2026年                 |
| 嘉兴街 | 28303                      | 1027                       | 不适用                     | 地下岛式站台               | 左侧                       | 和平区                     | 预计2026年                 |
| 方型广场 | 28865                      | 562                        | 不适用                     | 地下岛式站台               | 左侧                       | 和平区                     | 预计2026年                 |
| 三好街 | 29912                      | 1047                       | 不适用                     | 地下岛式站台               | 左侧                       | 和平区                     | 预计2026年                 |
| 工业展览馆 | 30672                      | 760                        | █ 2号线                    | 地下岛式站台               | 左侧                       | 和平区                     | 预计2026年                 |
| 沈阳二中 | 31283                      | 611                        | 不适用                     | 地下岛式站台               | 左侧                       | 沈河区                     | 预计2026年                 |
| 南塔 | 31973                      | 690                        | █ 6号线                    | 地下岛式站台               | 左侧                       | 沈河区                     | 预计2026年                 |
| 文富路 | 32908                      | 935                        | 不适用                     | 地下岛式站台               | 左侧                       | 沈河区                     | 预计2026年                 |
| 富民街 | 33665                      | 757                        | 不适用                     | 地下岛式站台               | 左侧                       | 沈河区                     | 预计2026年                 |
| 江东街 | 34876                      | 1211                       | █ 10号线                   | 地下岛式站台               | 左侧                       | 沈河区                     | 预计2026年                 |
| 方家栏 | 36131                      | 1255                       | 不适用                     | 地下岛式站台               | 左侧                       | 沈河区                     | 预计2026年                 |
| 已规划，未实际修建的车站 |                            |                            |                            |                            |                            |                            |                            |
| 东塔 |                            |                            | 不适用                     |                            |                            | 大东区                     | 待定                       |
| 凌云街 | 沈河区                     |                            | 不适用                     |                            |                            |                            | 待定                       |
| 新泰街 | 沈河区                     |                            | 不适用                     |                            |                            |                            | 待定                       |
| 註釋 |                            |                            |                            |                            |                            |                            |                            |
| - 斜体标注的路线尚未启用或晚于本线启用，斜体标注的车站已规划尚未开工修建，站名仅供参考。 - 1 相对于列车前进方向 - 2 西段运营初期使用站前折返，故终到列车开右侧车门 |                            |                            |                            |                            |                            |                            |                            |

### 换乘站
3号线是沈阳地铁首个不能与此前开通线路全部进行直接换乘的车站（与1号线均为东西向线路，两线未设置换乘站）。

#### 已投入使用
- 大通湖街站：换乘9号线。9号线开通时未做出预留，本线为地下车站，两线之间通过站厅通道换乘。

#### 东段开通时可投入使用
- 砂阳站：换乘4号线。4号线开通时有部分墙体预留，本线车站位于4号线车站以北，沿砂阳路东西向布置，为通道换乘。

- 工业展览馆站：换乘2号线。2号线开通时有客流缓冲层预留，本线车站位于2号线车站以东，沿文化路东西向布置，预计为通道换乘。

- 江东街站：换乘10号线。10号线开通时未做出预留，本线车站位于10号线车站以南，沿文化东路布置，预计为长通道换乘。

#### 已落实但与后期线路开通换乘功能的车站
- 南塔站：换乘6号线。两线同期建设，本线车站沿文化路东西向布置，6号线车站沿大南街南北向布置。

#### 站名变动
本线路部分车站的正式名称与工程时期用名相比存在变化：
| 3号线进行站名更改的车站 | 3号线进行站名更改的车站 |
| 工程用名                | 正式名称                |
| ----------------------- | ----------------------- |
| 宝马新工厂站            | 李达站                  |
| 铁西宝马站              | 铁西汽车工厂站          |
| 宝马新城站              | 马贝站                  |
| 浑河十五街站            | 翟家站                  |
| 浑河六街站              | 宁官站                  |
| 于洪新城站              | 南李官站                |
| 和平南大街站            | 南八马路站              |
| 五爱街站                | 沈阳二中站              |

## 使用车辆

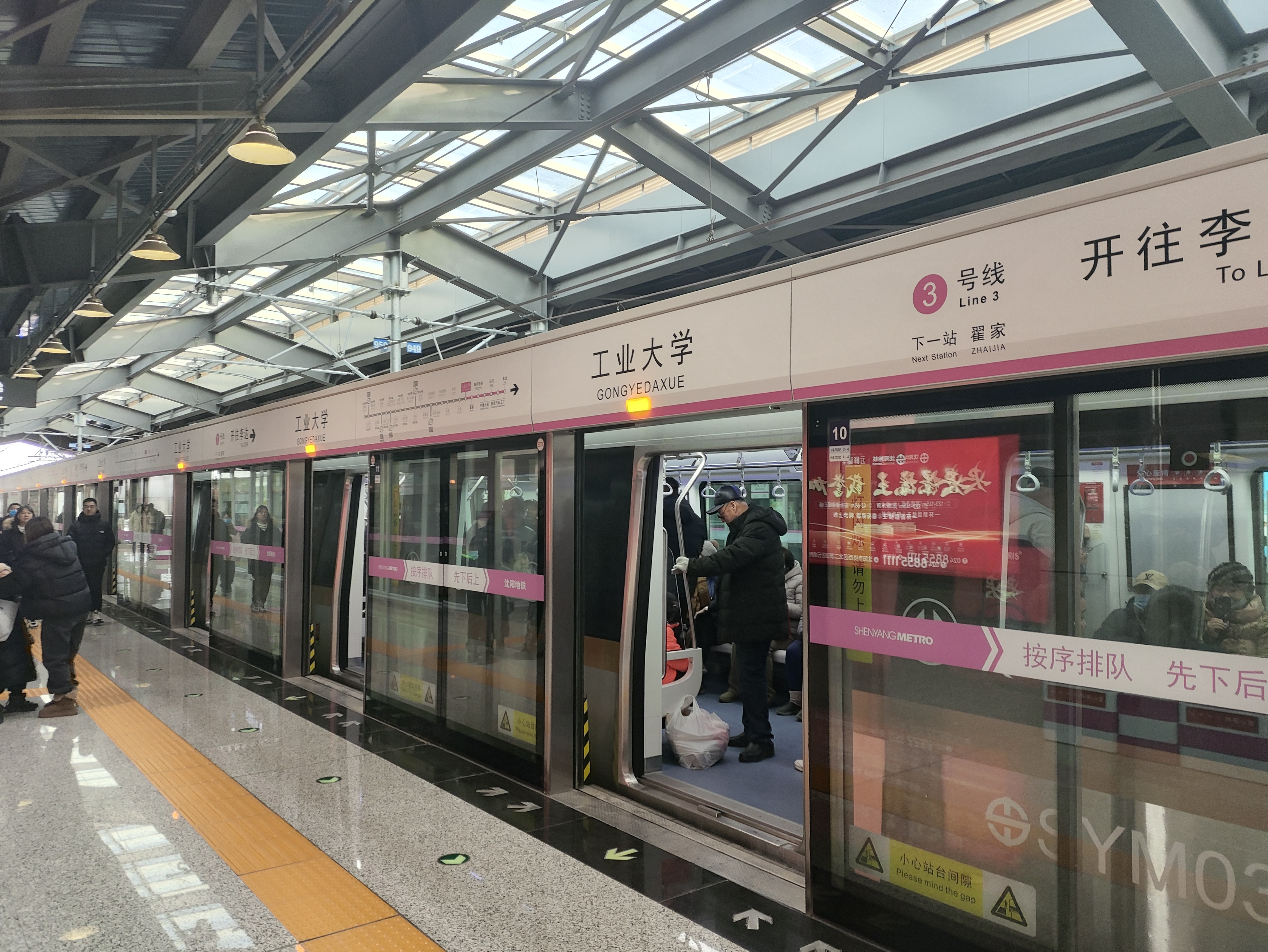
停靠在工业大学站的一列本线中车大连列车
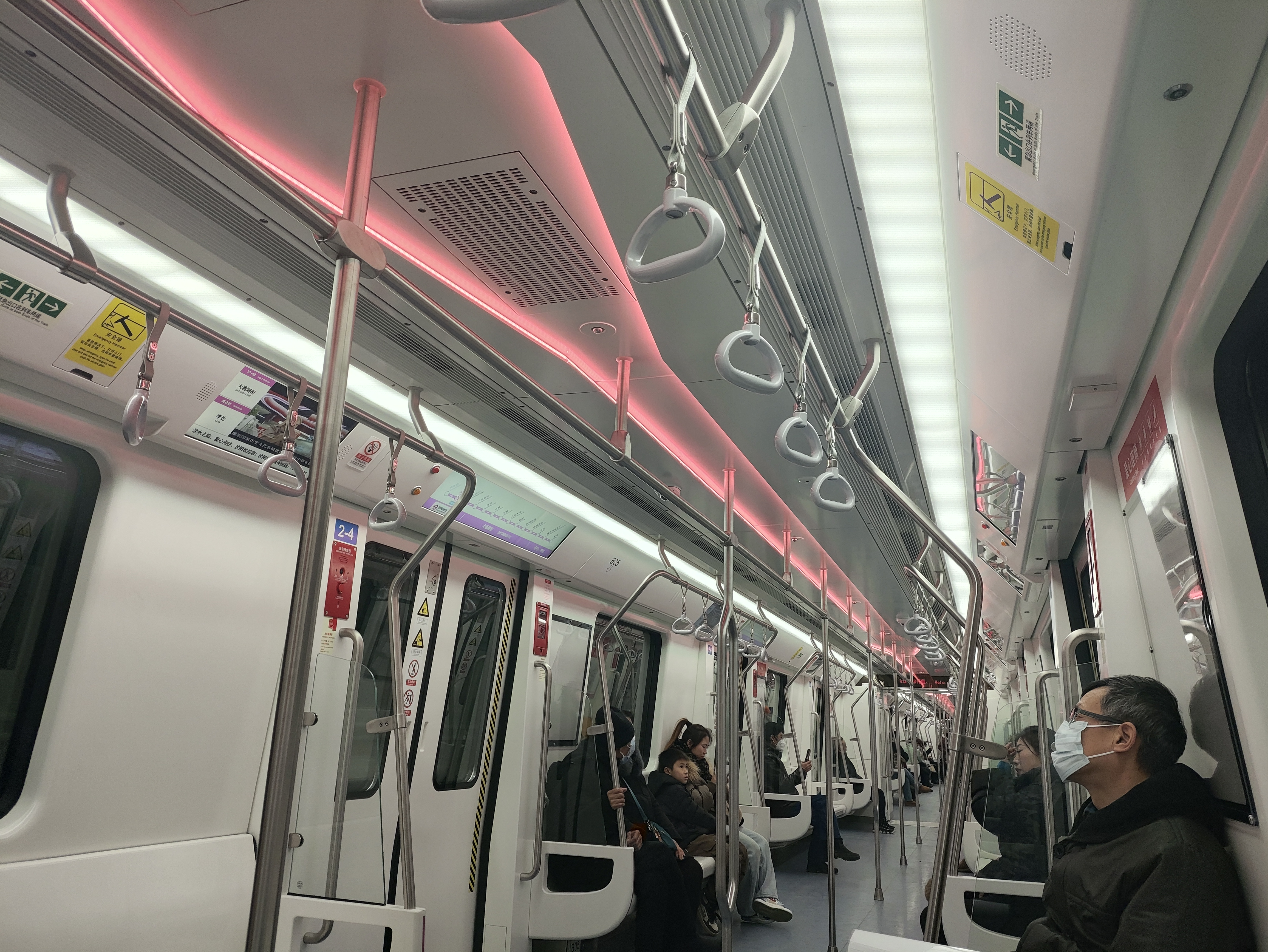
0316号列车内饰，车顶安装了与此前2号线南延线列车及4号线列车同款的可调颜色氛围灯，内饰主色调为白色
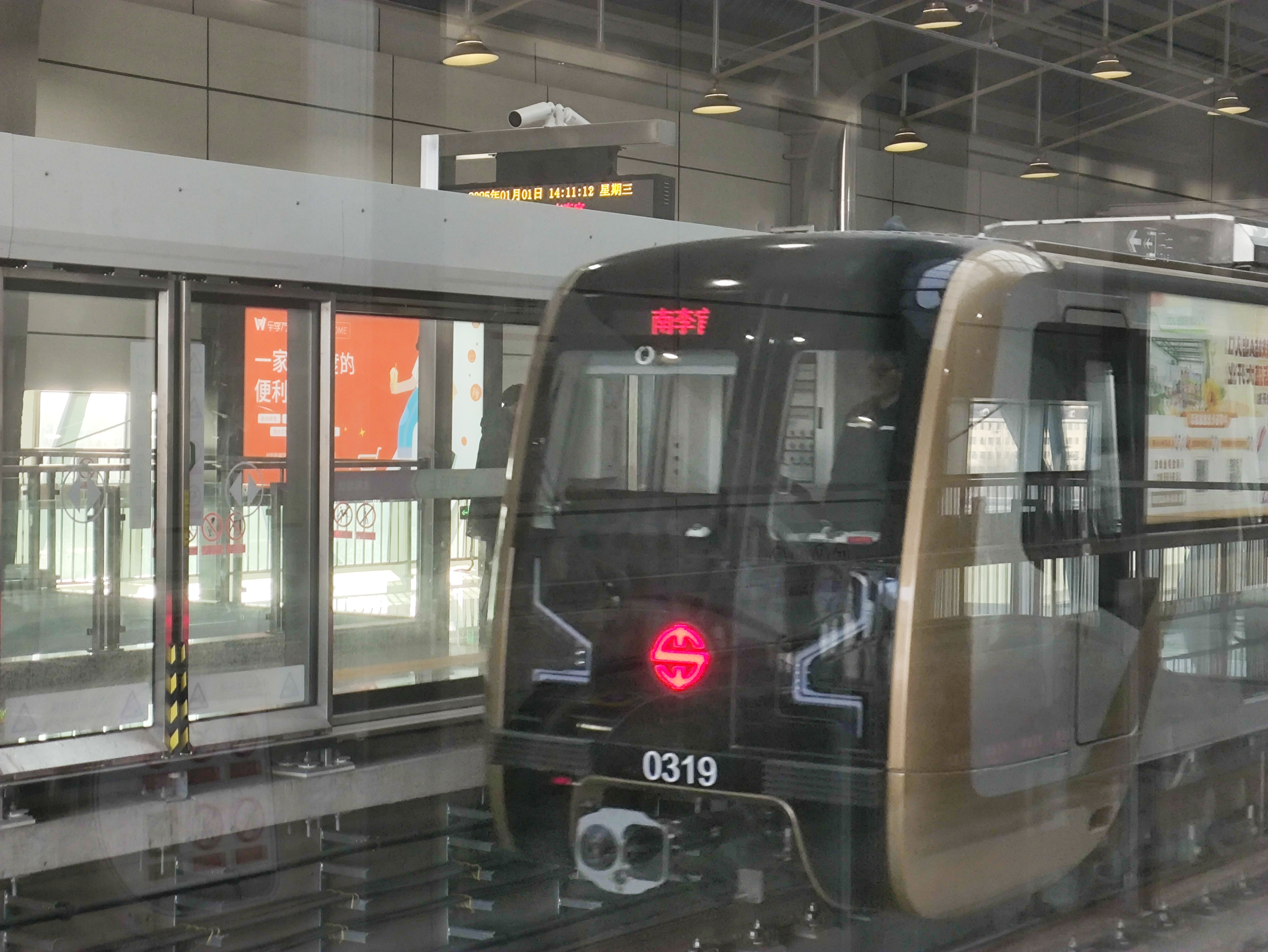
列车车头，以黑色与金色搭配为主

本线路列车由中车大连机车车辆有限公司制造，牵引系统则与此前引入的多款列车同样使用株洲中车时代电气的牵引系统，共48列（编号0301-0348），其中3号线西段试运营时将先期投入27列列车。所有列车均为6节编组4动2拖B级列车，列车车头为黑色，车头两端配以金色饰带，车身则以灰色为主色调，列车内部色调以白色为主。
3号线西段列车大部分配置与既有线相同，但部分设备有所升级，引入变频空调、客室照明系统自动调光、自动氛围灯、高频辅变辅助电源系统等设备，以提高乘客乘坐舒适度。此外，由于3号线列车有高架及地下两种运行模式，列车安装了根据行驶需要设置可自动调节的“隧道/高架”控制模式，同时车辆加装了车载弓网检测和走行部故障诊断系统，该系统可配合在地面设置的数据采集管理系统实现对列车实时故障数据、运行数据的采集以及地面存储、分析评估，提升列车行驶安全性。
3号线首列车已于2024年3月下线并在中车大连厂区内开始进行测试，首批列车已随3号线西段开通投入使用。
| 車卡编號 | 03XX1                  | 03XX2                  | 03XX3       | 03XX4       | 03XX5                  | 03XX6                  |
| 動力配置 | 带司机室的拖车 （Tc1） | 带集電弓的动车 （Mp1） | 动车 （M1） | 动车 （M2） | 带集電弓的动车 （Mp2） | 带司机室的拖车 （Tc2） |

## 未来发展
本线一期东段（南李官——方家栏）正在建设中，预计2025年底至2026年初投入运营。
方家栏——新泰街段由于涉及下穿沈阳东塔机场及配合东塔机场的搬迁计划，需等待东塔机场完成搬迁后方可实际修建。

## 历史
- 2019年12月28日，3号线一期工程开工仪式在大通湖街站举行。
- 2024年5月31日，3号线西段14个区间全部贯通，顺利实现“洞通”[9]。
- 2024年6月30日，3号线西段工程顺利实现正线短轨通，全线铺轨工作于同年7月完成[10]。
- 2024年8月5日[11]及9月6日[12]，3号线西段先后完成变电所送电及热滑工作。
- 2024年9月18日，3号线西段（李达站-南李官站）正式进入空载试运行阶段[7]。
- 2024年12月30日，3号线西段（李达站-南李官站）开通载客试运营。